# Below (album)
Below è il quarto album in studio del gruppo musicale statunitense Beartooth, pubblicato nel 2021.

## Tracce
Testi e musiche di Caleb Shomo.
1. Below – 3:49
2. Devastation – 3:41
3. The Past Is Dead – 3:35
4. Fed Up – 3:21
5. Dominate – 3:37
6. No Return – 3:49
7. Phantom Pain – 3:51
8. Skin – 3:18
9. Hell of It – 3:23
10. I Won't Give It Up – 3:46
11. The Answer – 3:39
12. The Last Riff – 4:41

## Edizione Deluxe
Un'edizione deluxe dell'album è stata pubblicata il 18 marzo 2022, con l'aggiunta di venti tracce.

### Tracce Bonus Edizione Deluxe
1. Skin (alternate universe edition) – 3:42
2. Fighting Back – 3:21
3. Permanently Sealed – 3:08
4. Below (live from the Journey Below) – 4:32
5. Devastation (live from the Journey Below) – 3:39
6. Hated (live from the Journey Below) – 3:51
7. Sick of Me (live from the Journey Below) – 3:14
8. Fed Up (live from the Journey Below) – 3:48
9. Dominate (live from the Journey Below) – 3:55
10. The Lines (live from the Journey Below) – 3:46
11. Beaten in Lips (live from the Journey Below) – 3:50
12. Body Bag (live from the Journey Below) – 3:50
13. Hell of It (live from the Journey Below) – 3:42
14. Skin (live from the Journey Below) – 3:31
15. You Never Know (live from the Journey Below) – 3:44
16. Bad Listener (live from the Journey Below) – 3:54
17. Disease (live from the Journey Below) – 3:44
18. In Between (live from the Journey Below) – 3:39
19. The Past Is Dead (live from the Journey Below) – 4:10
20. The Last Riff (live from the Journey Below) – 6:51

## Formazione
- Caleb Shomo – voce
- Zach Huston – chitarra, cori
- Will Deely – chitarra, cori
- Oshie Bichar – basso, cori
- Connor Denis – batteria, cori

## Classifiche
| Classifica (2021) | Posizione raggiunta |
| ----------------- | ------------------- |
| Regno Unito       | 39                  |
| Stati Uniti       | 30                  |